# امپراتور سیوا
امپراتور سیوا ((به ژاپنی: 清和天皇، Seiwa)؛ زاده ۸۵۰، درگذشته ۸۸۱ میلادی) پنجاه و ششمین امپراتور ژاپن بود.